# Lykos (Sohn des Pandion)
Lykos (altgriechisch Λύκος Lýkos, deutsch ‚Wolf‘), der Sohn des Pandion und der Pylia, war in der griechischen Mythologie der Bruder des Aigeus, Nisos und Pallas.
Pandion, der Sohn des Kekrops, war König von Attika, wurde von den Söhnen des Metion gestürzt und floh nach Megara. Später eroberten seine Söhne Attika zurück. Während Aigeus den Thron von Athen und Attika bestieg, erhielt Lykos Euböa. Er wurde jedoch von Aigeus vertrieben und entkam zunächst nach Andania in Messenien. Lykos soll den Demeter-Kult von Athen nach Andania, die hier in einem Eichenhain verehrt wurde, gebracht haben.
Danach kam Lykos zu Sarpedon ins Land der Solymer. Nach ihm wurden die dort wohnenden Termilen von nun an Lykier und das Land Lykien genannt.
Lykos wurde in Athen als Heros verehrt und ein Apollon-Tempel nach ihm Apollon Lykeios genannt. Er soll auch ein Prophet gewesen sein und die athenische Familie der Lykomedai führte ihren Namen auf ihn zurück. Sie waren nah mit den Attischen Mysterien verbunden und besaßen Kapellen im Demos Phylai und in Andania.